# Aponogeton ulvaceus
Aponogeton ulvaceus är en enhjärtbladig växtart som beskrevs av John Gilbert Baker. Aponogeton ulvaceus ingår i släktet Aponogeton och familjen Aponogetonaceae. Inga underarter finns listade.